# Gaston Zink
Gaston Zink (* 1921; † 16. Oktober 1999)  war ein französischer Romanist und Sprachwissenschaftler, der sich mit den mittelalterlichen Formen des Französischen (Alt- und Mittelfranzösisch) befasste.

## Leben und Werk
Zink habilitierte sich 1981 an der Universität Paris IV mit den beiden Thèses Morphosyntaxe du pronom personnel (non réflechi) en moyen français (XIVe–XVe siècles) (Genf 1997) und (Hrsg.) «Cleradius et Meliadice». Roman français du XVème siècle (Genf 1984). Er war Professor an der Universität Paris IV (Paris-Sorbonne).

## Weitere Werke
- Phonétique historique du français. Manuel pratique, Paris 1986, zuletzt 2006
- L’Ancien français. XIe–XIIIe siècle, Paris 1987, 6. Auflage 2007 (Que sais-je ? 1056)
- Morphologie du français médiéval, Paris 1989, 4. Auflage 1997
- Le Moyen français. XIVe et XVe siècles, Paris 1990 (Que sais-je ? 1086)